# پیمان راندیا
پیمان راندیا پیمان صلحی میان شاهنشاهی اشکانی و امپراتوری روم در شهر مرزی راندیا در ترکیه امروزی بود که در سال ۶۳ میلادی منعقد شد. این پیمان جنگ ۵۸ تا ۶۳ ایران و روم را به پایان رساند و تصریح کرد که از این پس یک شاهزاده پارتی از خاندان اشکانی ارمنستان بر ارمنستان حکومت خواهد کرد اما تعیین و حق تفویض وی به امپراتور روم داده شد. گرچه این کار ارمنستان را به یک پادشاهی دست‌نشانده تبدیل می‌کرد، از نظر منابع معاصر رومی نرون ارمنستان را عملاً به شاهنشاهی اشکانی واگذار کرد. این سازش میان ایران و روم به مدت چند دهه حفظ شد. سرانجام در سال ۱۱۴ تراژان کنترل مستقیم ارمنستان اشکانی را در دست گرفت و آن را به یک استان رومی تبدیل کرد که فقط برای ۴ سال دوام داشت؛ هادریانوس جانشین او در سال ۱۱۸ دوباره آن را به ایران واگذار کرد.
با این وجود دودمان اشکانی ارمنستان تاج‌وتخت ارمنستان را حفظ کرد، هرچند اغلب به عنوان دولتی دست‌نشانده بود، تا اینکه در سال ۴۲۸ سرزمین‌هایش توسط بیزانسی‌ها و ساسانیان تقسیم شد و بخش شرقی ارمنستان از آن پس به عنوان یک استان ساسانی توسط یک مرزبان اداره می‌شد.